# 张凤山
张凤山（1962年—），男，汉族，内蒙古林西人，中华人民共和国政治人物，中国共产党党员，中国石油长城钻探工程公司总经理，第十一届全国人民代表大会辽宁地区代表。

## 生平
毕业于北京理工大学管理科学与工程专业。2008年起担任全国人大代表。